# U 375
U 375 war ein deutsches U-Boot vom Typ VII C, das im Zweiten Weltkrieg von der deutschen Kriegsmarine im Nordatlantik und im Mittelmeer eingesetzt wurde.

## Bau und Technische Daten
Die komplette Produktion der Kieler Werft der Howaldtswerke wurde – genau wie die der Niederlassung in Hamburg – bei Kriegsbeginn auf den U-Bootbau umgestellt. Bis zur Erhöhung der Auftragszahlen im Jahr 1943 war die Deutsche Werft für den Bau von zwölf U-Booten im Jahr vorgesehen. Diese Anzahl konnte in keinem Jahr erreicht werden. Ein U-Boot des Typs VII C hatte eine Länge von 67 m und verdrängte 865 m³ unter Wasser. Der Antrieb erfolgte durch zwei Dieselmotoren, die über Wasser eine Geschwindigkeit von 17 Knoten (kn) ermöglichten. Bei der Unterwasserfahrt trieben zwei Elektromotoren das Boot zu einer Geschwindigkeit von 7 kn an. Bis 1944 bestand die Bewaffnung eines VII C-Bootes aus einer 8,8-cm-Kanone und einer 2-cm-Flak C/30 an Deck sowie vier Bugtorpedorohren und einem Hecktorpedorohr. Ein VII C-Boot führte üblicherweise 14 Torpedos mit sich. Im Juli des Jahres 1941 wurden insgesamt zwölf Boote des Typs VII C von der Kriegsmarine in Dienst gestellt.
Wie die meisten Boote seiner Zeit trug auch U 376 ein bootsspezifisches Zeichen am Turm: das Wappen seiner Patenstadt Aussig an der Elbe.

## Kommandant
Jürgen Könenkamp wurde am 14. August 1913 in Danzig geboren und trat 1932 in die Reichsmarine ein. Seine Ubootausbildung absolvierte er im Herbst 1940, anschließend kommandierte er bis Mai 1941 das Schulboot U 14.

## Einsatz und Geschichte
Bis Ende Oktober 1941 gehörte U 375 als Ausbildungsboot zur 5. U-Flottille und Könenkamp unternahm zum Training der Besatzung Übungsfahrten in der Ostsee. Ab September war es der 3. U-Flottille La Pallice als Frontboot zugeteilt, war aber nie in diesem Stützpunkt stationiert. U 375 lief am 12. November 1941 von Kiel aus zu seiner ersten Unternehmung aus.

### Im Mittelmeer
Die italienischen Seestreitkräfte, die auch deutsche Nachschublinien im Mittelmeerraum schützen sollten, verloren im Sommer 1941 zunehmend die Fähigkeit, dieses zu gewährleisten. Somit stand die Frage der Verlegung deutscher U-Boote ins Mittelmeer zunehmend im Raum und wurde von Karl Dönitz, dem Befehlshaber der U-Boote auch bereits im August 1941 erwogen – dies wurde aber von der Operationsabteilung der Kriegsmarine, die den Schwerpunkt des Einsatzes der U-Boote gegen die Versorgungslinien der britischen Inseln im Atlantik priorisierten, kategorisch abgelehnt. Als im Zuge der für die Alliierten günstig verlaufenden Kampfhandlungen in Nordafrika im Rahmen der Operation Crusader die Festung Tobruk erfolgreich verteidigt werden konnte, änderten sich die Zielsetzungen. Um die Kräfte der Achsenmächte zu unterstützen, wurden Anfang Dezember entsprechend über ein Dutzend deutscher U-Boote ins Mittelmeer beordert, so auch U 375. Das Boot erreichte nach einer Patrouillenfahrt im Nordatlantik am Abend des 6. Dezembers die Straße von Gibraltar. U 375 wurde allerdings von britischen U-Bootjägern aufgespürt und mit Wasserbomben angegriffen. Könenkamp konnte mit U 375 entkommen und versuchte zwei Tage später erneut, das Mittelmeer zu erreichen. Am 9. Dezember passierte das Boot schließlich die stark gesicherte Straße von Gibraltar. Ende Dezember erreichte U 375 dann den Marinestützpunkt in La Spezia, wo die 29. U-Flottille stationiert war, der das Boot ab Januar 1942 unterstellt wurde. Von hier aus, aber auch von den anderen deutschen Marinestützpunkten, wie beispielsweise auf Salamis und Toulon unternahm Könenkamp mit U 375 insgesamt zehn Unternehmungen im Mittelmeer, in deren Verlauf er zehn Schiffe versenkte und ein US-amerikanisches Kriegsschiff beschädigte.

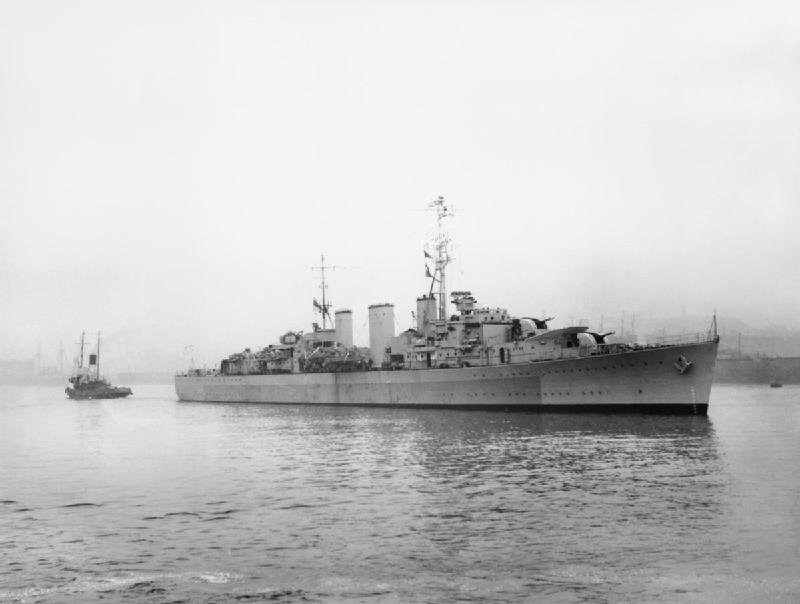
Die Manxman wurde im Dezember 1942 von U 375 erheblich beschädigt

Am 14. November 1942 brach Könenkamp mit U 375 von Pola aus zu einer Unternehmung auf, in deren Verlauf das Boot im westlichen Mittelmeer patrouillieren sollte. Am späten Nachmittag des 1. Dezembers griff er südöstlich von Cartagena ein gegnerisches Kriegsschiff an, dass er als Schweren Kreuzer der London-Klasse mit 10.000 ts identifizierte. Sein Angriff hatte allerdings tatsächlich dem deutlich kleineren Minenleger Manxman gegolten, der eine Größe von 2.650 ts hatte. Die Manxman wurde bei dem Angriff beschädigt. Das Schiff wurde zunächst im Marinestützpunkt Gibraltar notdürftig repariert und dann nach Großbritannien zurückgebracht, wo die Manxman in Newcastle upon Tyne in die Werft kam. Die Manxman kam aufgrund des erheblichen Reparaturbedarfs erst im Mai 1945 wieder zum Einsatz.

### Operation Husky
Zur Vorbereitung der Operation Husky formierten sich alliierte Verbände Anfang Juli zwischen Oran und Algier. Könenkamp war mit U 375 am 27. Juni aus Toulon ausgelaufen und drang in das stark bewachte Seegebiet vor der nordafrikanischen Küste ein. Hier attackierte er am 4. Juli gegen zehn Uhr abends mehrere Schiffe aus dem Geleitzug KMS 18b. Er versenkte die britischen Dampfer St. Essylt mit 5.634 BRT und die City of Venice mit 8.762 BRT. An Bord beider Schiffe befanden sich alliierte Truppen. Die St. Esslyt fuhr für die in Wales ansässige South American Saint Line und war mit über 300 Soldaten auf dem Weg nach Sizilien. Bei der Versenkung kamen zwei Personen ums Leben. 397 Schiffbrüchige wurden von mehreren britischen Kriegsschiffen gerettet und nach Algier gebracht. Beim Untergang der City of Venice starben 22 Soldaten und 204 konnten gerettet und ebenfalls nach Algier gebracht werden. Die Versenkung der City of Venice wird vereinzelt U 409 zugesprochen, das zur selben Zeit in diesem Seegebiet eingesetzt war. U 375 kehrte am 7. Juli zum Marinestützpunkt Toulon zurück und lief drei Tage später wieder aus, um die alliierte Invasionsflotte erneut anzugreifen. Auf der Anfahrt in das vorgesehene Operationsgebiet an der algerischen Küste passierte das Boot am 12. Juli die Straße von Messina. U 375 fuhr dabei im Verband mit U 561. Beide Boote hatten Anweisung, an der Oberfläche zu fahren und wurden von einem italienischen Flottenverband geschützt, der jedoch in der Nacht überraschend abdrehte, so dass beide Boote unvorbereitet auf sich selbst gestellt waren. Kurze Zeit später machte die Brückenwache von U 561 in der Dunkelheit Schatten auf dem Wasser aus. Ein Lichtsignal wurde von diesen mit der korrekten Erwiderung beantwortet, so dass der Kommandant von U 561 davon ausging, auf italienische Schnellboote gestoßen zu sein. Tatsächlich handelte es sich um britische Motortorpedoboote, die auch sofort angriffen und U 561 versenkten. Es gelang Könenkamp, mit U 375 abzutauchen und zu entkommen. U 561 war das einzige deutsche U-Boot, das im Zweiten Weltkrieg von einem Küstenschutzschiff versenkt wurde. Von den 17 Besatzungsmitgliedern von U 561, die sich bei der Versenkung des Bootes vom Turm ins Wasser retten konnten, wurden vierzehn Stunden später vier Mann, darunter der Kommandant, nahe Taormina aufgefischt.

## Verlust des Bootes
U 375 gilt seit August 1943 als verschollen. Könenkamp und seine Besatzung wurden für tot erklärt. Das Boot gehörte zu den Streitkräften, die gegen die Alliierte Invasion in Italien eingesetzt wurden und operierte vor Sizilien. Am 25. Juli setzte Könenkamp von hier aus seine letzte Meldung ab. Bis 2009 wurde der Verlust des Bootes auf einen Angriff des US-amerikanischen U-Bootjägers USS PC 624 am 31. Juli 1943 zurückgeführt. Diese Zuschreibung erfolgte fälschlich, denn diese Attacke hatte dem italienischen U-Boot Velella gegolten.